# Кримськотатарська кавова культура

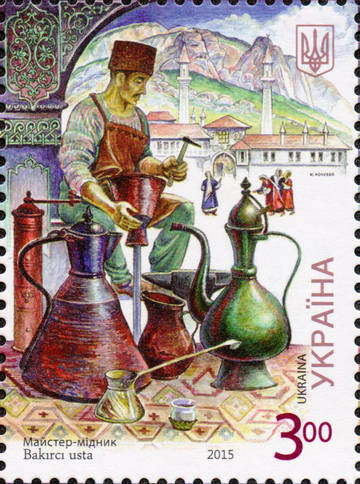
Майстер-мідник, знаряддя та посуд для кави на поштовій марці України, 2015 рік

Кримськотатарська кавова культура — сукупність традицій приготування та споживання кави у традиційній кухні кримських татар. Напій з кавових зерен прийшов до Криму з Туреччини у XVI сторіччі. Відтоді кава займала особливе місце в житті кримських татар: її пили з гостями, під час обговорення важливих справ та ділових угод, щодня у родинному колі та під час свят. Протягом сторіч виникла власна самобутня кримськотатарська кавова культура.

## Приготування
Спочатку обсмажені кавові зерна дуже дрібно розмелюються. Це робиться за допомогою спеціального ручного млинка дегирмана. Вирізняють два способи заварювання кави: домашній (у кавоварці джезве) та похідний (у спеціальній посудині каве-куман).
Домашній спосіб приготування передбачає наявність особливого роду мангала, верхня частина якого заповнена ретельно просіяним дрібним піском, а у нижній його частині облаштована жаровня, що живиться деревним вугіллям. Каву засипають до розігрітого джезве та заливають водою. Потім джезве встановлюють в пісок у верхній частині мангала, де кава поступово доводиться до легкого кипіння, про що свідчить густа та запашна пінка — її неодмінна впізнавана риса.
Колись кримські татари розрізняли каву чоловічу і жіночу (дитячу).
Чоловічу каву готували так: в холодний джезве клали крихітку кам'яної солі та цукру, потім засипали порошок кави, заливали холодною водою і ставили в розпечений пісок, очікуючи закипання. У підігріту чашку фільджан клали горошину баранячого жиру, вливали трохи кави, що тільки-но закипіла, а слідом доливали вершки.
Рецепт жіночої кави був наступний: до початку варіння в холодний джезве клали невеликий шматочок колотого цукру, на нього насипали порошок кави, заливали окропом і заправлене таким чином джезве одразу ставили в жар піску. Щойно кава закипала до першої пінки, її швидко переливали у попередньо нагріті горнятка фільджани.
У ХХ столітті почали готувати каву з різними додатковими інгредієнтами:
- запашну каву, заварену на молоці (сютлю каве);
- міцну чорну каву з корицею (тарчин кавесі);
- міцну каву з корицею та гвоздикою (каранфиль кавесі).

Заварювали і просто міцну чорну каву (кара каве), яку чоловіки вживали навіть разом з гущею.

## Знаряддя та посуд

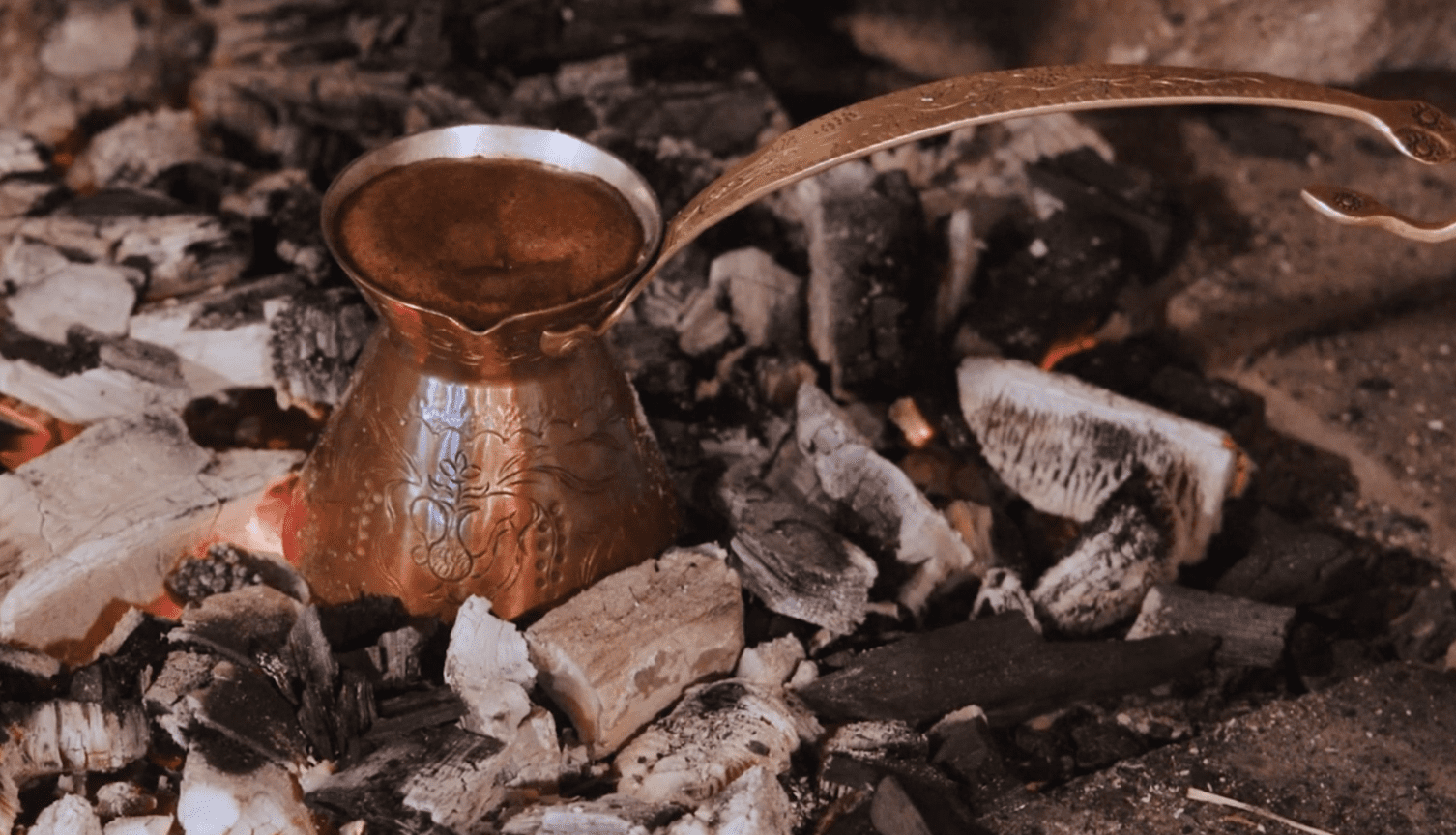
Джезве з кавою

Дегирме́н (також дегірмен, каве дегирмен) — високий ручний млинок (кавомолка) для розмелювання зерен кави до однорідної дрібної пудри. Зазвичай їх виготовляють з міді. За традицією дегирмени передавалися у родині з покоління у покоління.
Джезве́ — кавоварка з міді, рідше срібла. Залежно від того, скільки порцій потрібно приготувати, користуються джезве певного розміру — від однієї до шести порцій. У кримськотатарській мові слово «джезве» належить до чоловічого роду.
Каве-куман — мідна посудина для приготування кави у похідних умовах.
Йибрик — кавник з кришкою.
Фільджа́н (також фельджан) — маленьке порцелянове горнятко без ручки для сервування кави. За формою і розміром філіджани подібні до половинки гусячого яйця.
Зарф (від арабського слова ظرف ẓarf, що означає «контейнер, конверт») — ажурна підставка для чашок фільджан. Найчастіше зарф виготовлюють з міді або латуні, але іноді використовуються й інші матеріали. Раніше більш заможні люди користувалися срібними та золотими підставками. Традиція використовувати зарф прийшла до кримських татар з Туреччини разом з культурою споживання кави.

## Сервування
Каву подають розлитою у горнятка філіджани. Для зручності користування, щоб не обпікати пальці, фільджан ставлять на підставку зарф. Окрім горняток на стіл ставлять традиційний кавник йибрик та тарілки із солодким.
Як солодке часто подають колотий цукор, який просто їдять, а не розчиняють у каві, або пісочне печиво кхураб'є (хураб'є), що виготовляється з борошна, цукру і пряженого масла. Також до кави пропонували халву, різноманітні варення: троянди у цукрі, з недозрілого волоського горіха, білих лілей, а також горіхове печиво — бахлаву. Чоловіки часто надавали перевагу не солодощам, а тютюну, насолоджуючись кавою за курінням чубука або наргіле.

## Нагоди
Ритуали, пов'язані зі споживанням кави, відрізняються залежно від нагоди:
- Хошкельді кавесі (привітальна кава) — це кава, що подається під час візиту гостей для створення гарного настрою та теплої атмосфери. Приготування супроводжується розмовою та ритмічним звуком перетирання кавових зернят у каве дегирмен. Сама розмова відбувається повільно і розмірено. Ввічливі господарі ведуть її так, щоб гість обов'язково пройшов коло важливих для нього тем, неодмінно зупинившись на здоров'ї рідних, домашніх новинах чи успіхах дітей. Поки відбувається цей маленький ритуал, на столі з'являються свіже заварена кава та солодощі.

- Саба кавесі — ранкова кава в родинному колі. Вона дає можливість зібратись за одним столом, створити комфортну атмосферу, у якій сім'я складає плани, ділиться ідеями та налаштовується на важливі справи на початку дня. Саба кавесі дає нагоду проявити шану і підтримку один до одного, поговорити про здоров'я й самопочуття старшого покоління.

- Байрам кавесі (кава нашвидкуруч) — звичай пити каву під час відвідин рідних на великі релігійні свята Курбан і Ораза байрам. У ці дні молодь приходить до старшого покоління з привітаннями та побажаннями здоров'я, візити супроводжуються частуванням кавою та солодощами. Байрам кавесі вважається «кавою нашвидкуруч» тому, що за день потрібно провести до 30 візитів до різних родичів.

- Келін кавесі (кава від нареченої) — кава, що її заварює дівчина після весілля, коли приймає гостей у домі свого чоловіка. За звичаєм, у цей день до молодят прибувають родичі нареченої, і їх частують кавою та солодощами. Через те, що батьки молодої не беруть участь у візиті, він стає менш офіційним, що дає змогу відпочити від весільної метушні, зблизити родичів між собою та налагодити нові родинні взаємини.

- Козайдин кавесі (кава з приводу радісної звістки) — кава, якою пригощають близьких для того, щоб поділитись хорошими новинами та сімейними успіхами, наприклад, народженням дитини, важливою покупкою, здобуттям освіти тощо. Ця кава є можливістю дякувати один одному за підтримку, поділяти радість з близькими та проявити солідарність у громаді.[5]

## Кримськотатарська кава сьогодні
В наш час кримськотатарську каву можна скуштувати у кав'ярнях Києва, Львова, Одеси.
Кримськотатарська кава була занесена до Національного переліку елементів нематеріальної культурної спадщини України. Україна відзначила 15 років приєднання до Конвенції про ЮНЕСКО про охорону нематеріальної культурної спадщини.